# 作家になりたい!
『作家になりたい!』(さっかになりたい!)は、青い鳥文庫(講談社)から刊行されている作品。著者:小林深雪(こばやし みゆき)、挿絵:牧村久実(まきむら くみ)。

## 登場人物

### 宮永未央の家族[注釈 1]
宮永礼央と宮永理央は双子。

#### 宮永未央(姉)
作家を目指している中学二年生。都内の私立聖雪ヶ丘女学院中等部に通っている。(以下、未央と、よぶ)
部活は料理部、8巻からは文芸部にも入っている。
お菓子作りが特技で、よく柊真しろ先生のためにアップルパイを焼いている。
小説の腕前は小説賞で一次選考に残る程度。ただし、2回目の投稿時に雪人さん(池沢雪人)に「大賞も、狙えるかもしれない」と言われた。

#### 宮永礼央(弟)
未央の天敵。(以下、礼央と、よぶ)
とてもIQが高い。

#### 宮永理央(妹)
未央の天敵。(以下、理央と、よぶ)
礼央同様、IQがとても高い。
双子は二人で小説を書いており、コンクールで優勝する程の実力(頭の良さ)がある。

#### 宮永秋文(父)
未央の父親。純文学の作家を目指しており、その腕前は文学賞で上位三名まで残るほど。
未央に文章の技を教えている。
由里亜の父親の会社の平社員。

#### 未央の母(母)
未央の母親。ミーハーであり、イケメンに目がない。柊真しろの大ファン。家族や周りの様々な出来事(礼央と理央の小説賞の授賞式 等)に影響され作家を志すが、腕前は未央よりも悪い様子。柊真しろのファンすぎて、パクりが多い。

### 学校での未央のクラスメイト

#### 北村由里亜
クラス1の美少女、金持ち。(以下、由里亜と、よぶ)次々と彼氏が出来ていく。傲慢で、我儘、未央とは小学校の頃からの腐れ縁。柊真しろの大ファン。

#### 高橋琴乃
未央の親友。(以下、琴乃と、よぶ)いつも未央によりそい悩みを聴いている良き友。また文章力もあり、未央と慣用句ゲームをするシーンも。8巻では文芸部に所属。

### 池沢雪人さんの家族及び周りの人物

#### 池沢雪人
未央の好きな人。(以下、雪人さんと、呼ぶ)大ベストセラー作家の柊真しろ先生の息子で、頭も良くルックスもとても良い。しかし普段はボサボサの髪にメガネと、無自覚イケメンのようだ。

#### 柊真しろ
雪人さんの母親。(以下、真しろ先生と、よぶ)超人気作家。本名は「池沢まりあ」だが、作中ではペンネームで呼ばれる事が多い。

## 作品リスト
1. 恋愛小説、書けるかな?(2017年03月10日)[1]
2. 恋からはじまる推理小説(2017年08月10日)[2]
3. 恋愛バトルはホラー小説(2018年03月09日)[3]
4. 童話みたいにいかないね(2018年11月08日)[4]
5. 両思いってファンタジー?(2019年05月16日)[5]
6. 恋のなやみは詩集で解決!(2019年10月10日)[6]
7. 俳句で好きを伝えよう!(2020年04月15日)[7]
8. ことわざは恋に効く?(2020年08月05日)[8]
9. ダブルデートはラブコメディ(2021年01月14日)[9]
10. 恋のエッセイ書いちゃおう(2021年06月16日)[10]
11. 漢字で読みとく恋の謎(2021年12月15日)[11]
12. 青い鳥文庫からデビューするのは?(2022年08月10日)[12]